# Campoplex areolator
Campoplex areolator là một loài tò vò trong họ Ichneumonidae.